# مجلة صب
مجلة صب، هي نشرة مطبوعة سنوية وموقع إلكتروني يوثق ثقافة الموسيقى المعاصرة.

## التاريخ
تأسست «صب» على يد ماريسا بريكمان في عام 1998 في تشابل هيل ، نورث كارولينا. تم تغيير موقع المجلة إلى مدينة نيويورك في عام 2000  ولديها الآن موظفون حول العالم ولديهم مكاتب في مدينة نيويورك ولندن. يتم توزيع صب عبر بريس للتصدير في الملائكة، مدينة نيويورك، لندن، باريس، برلين، فيينا، هامبورغ، أوسلو، ستوكهولم، تورنتو، طوكيو ومدن أخرى. من خلال شبكة من المكتبات وأكشاك الصحف.
قال ماكنالي جاكسون من مدينة نيويورك عن المحتوى «إن محرريه وكتابه لا يهتمون حقًا بالموسيقى المعاصرة فحسب، بل لديهم وجهات نظر نابضة بالحياة حول الموضوع الذي يستحق القراءة»  وافتتاح حفل الافتتاح، «تم تأسيسه بشكل مناسب تمامًا وتحافظ المجلة على جمالية العرضية الرائعة». في عام 2004، بدأت صب العمل مع وكالة التصميم في مدينة نيويورك خدمة فنية  المسؤولون عن التوجيه الإبداعي للمجلة.
تم تمييز «صب» ومراجعته في منشورات الموسيقى والأناقة والاتجاه. عرضت ماج كالتشر «مجلة صب 20» كمجلة الأسبوع  و 'مجلة صب 22 كواحد من أفضل الأغلفة لعام 2010. ظهر فريق صب في مقال في فيشنورير العدد 37 من المجلة كقوة نشر مستقلة، وتمت مراجعته على موقع (Coolhunting.com). تعاونت صب في مشاريع مع نايكي وديزل المملكة المتحدة وصور فوكس كشاف فوكس. 

## روابط خارجية
- الموقع الرسمي